# Голечек, Иосиф
Иосиф Голечек (чеш. Josef Holeček; 27 февраля 1853[…], Стожице, Южно-Чешская область — 6 марта 1929[…], Смихов) — выдающийся чешский писатель

-публицист, беллетрист, журналист, поэт, переводчик и лингвист; сторонник культурного сближения чехов с остальными славянскими народами.

## Биография
Иосиф Голечек родился 27 февраля 1853 года в Страконице в Южночешском крае. Учился в Писеке, Ческе-Будеёвице и Таборе (старейший парк назван в его честь «Голечковы сады», и с 1926 года там стоит памятник Голечеку).

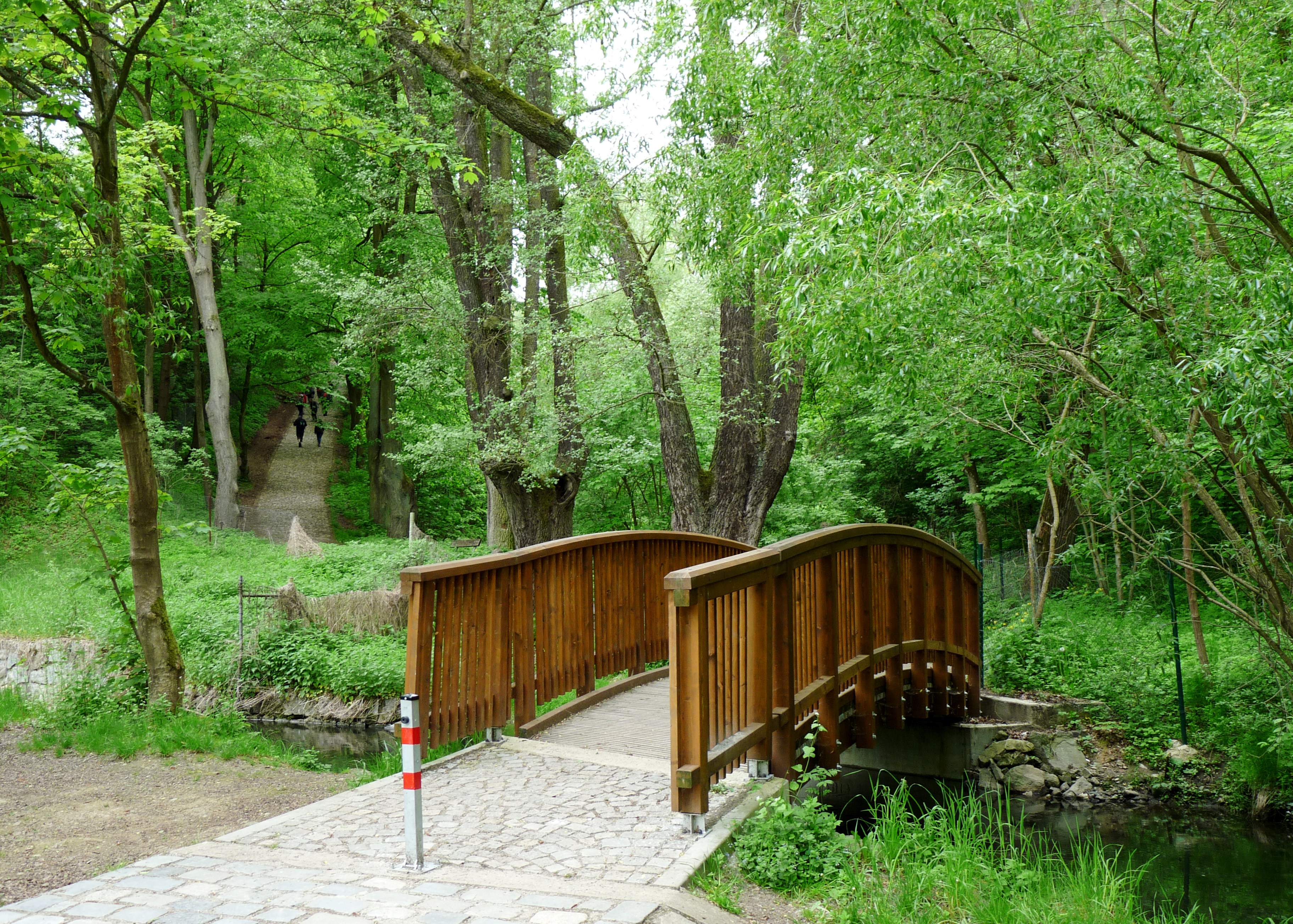
«Голечковы сады»

Эти идеи он отстаивал в ряде статей и очерков: «За свободу» («Za svobodu», 1878—1880), «Черногорские повести» («Černohorské povídky», 1879—1881) и других (см. ниже раздел «Библиография»). Лучшей его вещью в художественном отношении считается, согласно «БСЭ», полуавтобиографический роман «Наши» («Naši» — до 1928 года вышло 10 частей).
Подружившись с несколькими южными славянами в Таборе, он заинтересовался их фольклором, а также литературой, искусством и историей в целом. После учебы он работал в Загребе, а в 1875 году стал корреспондентом пражской газеты «Národní listy» в Черногории. Он был славянским патриотом; в 1887 году он побывал Российской империи, а в 1889 году он путешествовал по Анатолии и посетил город Стамбул.
Иосиф Голечек скончался 6 марта 1929 года в Смихове.